# Nils Göran Sjöstrand
Nils Göran Fritiof Sjöstrand, född 28 mars 1925 i Eksjö stadsförsamling, Jönköpings län, död 19 mars 2014 i Göteborgs domkyrkoförsamling, Göteborg, var en svensk fysiker och professor i reaktorfysik. 

## Biografi
Nils Göran Sjöstrand avlade ingenjörsexamen 1949 vid Kungliga Tekniska högskolan och började därefter sina forskarstudier under ledning av Sigvard Eklund. Mellan 1949 och 1961 var Sjöstrand samtidigt anställd som forskningsingenjör vid dåvarande AB Atomenergi. Mellan 1952 och 1953 arbetade han vid Brookhaven National Laboratories i USA, och 1957 till 1958 vid AERE Harwell i England.
Som doktorand deltog han i uppbyggnaden och driften av Sveriges första kärnreaktor R1, en forskningsreaktor placerad 20 meter ner i berget under KTH. Reaktorn användes bland annat för att göra pulsade neutronmätningar, där  en kort puls av neutroner sköts in och mätning skedde av tidsförloppet för neutronnivån i reaktorn. Det var komplicerat att extrpolera resultaten till reaktorns kritiska tillstånd, något som Sjöstrand fann en mycket elegant exakt lösning på genom den så kallade “area ratio method” eller “Sjöstrand method” för att bestämma kriticitetsegenskaper hos en reaktor. Metoden publicerades 1956 och ingick i hans doktorsavhandling när han disputerade 1959 inom det då fortfarande mycket unga området reaktorfysik.
Han blev 1961 professor i reaktorfysik vid Chalmers, och fick bygga upp en omfattande undervisning från start för det stora behovet av utbildning av tekniker för Sveriges utbyggnad av kärnenergi, men också experimentell verksamhet med uppbyggnad av ett laboratorium på Chalmersområdet med god internationell standard.
Under tiden vid Chalmers övergick Sjöstrand till mer teoretiska studier med forskning om olika lösningsmetoder för transportekvationen för neutroner. Sjöstrand pensionerades 1991 men var fortsatt aktiv inom undervisning och forskning. Mellan 1968 och 1996 var han medlem av redaktionskommittén för tidskriften "Nuclear Instruments and Methods". Mellan 1971 och 1996 var han också medlem av dåvarande Kärnkraftsinspektionens Reaktorsäkerhetsnämnd.
I anslutning till hans 70-årsdag tillägnades han en festskrift  i den internationellt kända tidskriften "Progress in Nuclear Energy", och 2011 tilldelades han det prestigefyllda priset "Eugene P. Wigner Reactors Physicist Award" av American Nuclear Society.
Sjöstrand var sedan 1970 ledamot av Kungl. Vetenskaps- och Vitterhets-samhället i Göteborg.

## Utmärkelser
- 1996 – A Festschrift[5] issue of Progress in Nuclear Energy Dedicated to Professor Nils Goran Sjostrand in Celebration of his 70th Birthday
- 2011 – Eugene P. Wigner Reactor Physicist Award[6] - awarded by ANS - American Nuclear Society